# Monteroni di Lecce
Monteroni di Lecce é uma comuna italiana da região da Puglia, província de Lecce, com cerca de 13.659 habitantes. Estende-se por uma área de 16 km², tendo uma densidade populacional de 854 hab/km². Faz fronteira com Arnesano, Copertino, Lecce, Lequile, San Pietro in Lama.

## Demografia
| Variação demográfica do município entre 1861 e 2011                               |
|                                                                                   |
| Fonte: Istituto Nazionale di Statistica (ISTAT) - Elaboração gráfica da Wikipedia |